# Liste des marins d'Empire
Les Marins d’Empire sont les marins — capitaines, amiraux, etc. — qui servirent sous le Consulat et le Premier Empire.
- Haut – A
- B
- C
- D
- E
- F
- G
- H
- I
- J
- K
- L
- M
- N
- O
- P
- Q
- R
- S
- T
- U
- V
- W
- X
- Y
- Z

## A
- Zacharie Allemand (Vice-amiral)

## B
- Jean-Baptiste Henri Barré de Saint-Leu (Contre-amiral)
- Louis François Richard Barthélémy de Saizieu
- Pierre Baste (Contre-amiral)
- François-André Baudin (Contre-amiral)
- Jacques Bedout (Contre-amiral)
- Bernard Begué
- Jacques Bergeret
- Mathieu Charles Bergevin (contre-amiral)
- Joseph Toussaint Bernard
- Charles de Bernard de Marigny (Vice-amiral)
- Jean Victor Besson dit Besson-bey (capitaine de corvette, vice-amiral de la marine Egyptienne)
- Jérôme Bonaparte (Contre-amiral)
- Joseph de Bonnefoux
- Pierre François Etienne Bouvet de Maisonneuve
- Hippolyte de Bouchard
- Hyacinthe de Bougainville (Contre-amiral)
- François Joseph Bouvet de Précourt (Vice-amiral)
- Édouard Thomas Burgues de Missiessy (Vice-amiral)
- François Paul de Brueys d'Aigalliers (Vice-amiral)
- Eustache Bruix (Amiral)
- Arnaul Adrien Buyskes (Contre-amiral)

## C
- Julien Michel Samuel Auguste Calloche
- Joseph Cambis (Contre-amiral)
- Jean-Anne Christy de la Pallière, dit Christy-Pallière
- Guy Pierre de Coëtnempren de Kersaint (Contre-amiral)
- Julien Marie Cosmao-Kerjulien (Contre-amiral)
- Jean-François Courand (Contre-amiral)

## D
- François Henri Eugène Daugier
- Denis Decrès (Vice-amiral et Ministre de la Marine et des Colonies)
- Aimé-Charles-Julien Delarue de la Gréardière (capitaine de vaisseau)
- Jean-Louis Delmotte (Contre-amiral)
- Alain Joseph Dordelin (Contre-amiral)
- Bernard Dubourdieu (capitaine de vaisseau)
- Pierre Dumanoir le Pelley (contre-amiral (1799), vice amiral en 1819)
- Guy-Victor Duperré

## E
- Maxime Julien Émeriau de Beauverger (Vice-amiral)

## G
- Honoré Joseph Antoine Ganteaume (Amiral)
- Pierre Guillaume Gicquel des Touches (Contre-amiral)
- Maurice Gillet (capitaine de vaisseau)
- Joseph Maurice Girardias (contre-amiral)
- Antoine Louis Gourdon (Amiral)
- Pierre Paulin Gourrége (capitaine de vaisseau)
- Marie-Jacques Gréban (capitaine de vaisseau)

## H
- Emmanuel Halgan (Vice-amiral)
- Jacques Félix Emmanuel Hamelin (Contre-amiral)

## I
- Louis-Antoine-Cyprien Infernet

## J
- Louis Léon Jacob (Contre-amiral)
- Nicolas Joseph Pierre Jugan (capitaine de vaisseau)

## K
- Albert Kikkert (nl) (Vice-amiral)
- Jean Henri van Kingsbergen (Vice-amiral et Maréchal de Hollande)
- Joseph Krohm

## L
- Jean-Baptiste Raymond de Lacrosse (Contre-amiral)
- Louis-René-Madeleine de Latouche-Tréville (Vice-amiral)
- Pierre-Marie Le Bozec
- Corentin de Leissègues (Vice-amiral)
- Nicolas Lemmers (Contre-amiral)
- Pierre Étienne René Marie Le Pelley Dumanoir (Contre-amiral)
- Jean-Marthe-Adrien Lhermitte (Contre-amiral)
- Pierre Lhermite (Contre-amiral)
- Charles Alexandre Léon Durand de Linois (Contre-amiral)
- Jean Jacques Etienne Lucas

## M
- Jean-Jacques Magendie (capitaine de vaisseau)
- Esprit-Tranquille Maistral (contre-amiral)
- Désiré Marie Maistral (capitaine de vaisseau)
- Jacques-Rémy Maingon (capitaine de vaisseau)
- Charles René Magon de Médine (contre-amiral)
- Joseph Pierre André Malin (capitaine de vaisseau)
- Louis Stanislas Mallet (contre-amiral)
- Pierre Martin (vice-amiral)
- Claude Jean Martin (capitaine de vaisseau)
- André Jules François de Martineng (contre-amiral)
- Pierre Mesnard (capitaine de vaisseau)
- François Jacques Meynne (capitaine de vaisseau)
- Pierre Bernard Milius (contre-amiral)
- François Romuald Alexandre Molini (contre-amiral)
- François Gilles Montfort (capitaine de vaisseau)
- Justin Bonaventure Morard de Galles (amiral)
- Claude-Pascal Morel-Beaulieu (capitaine de vaisseau)
- Léonard Bernard Motard (contre-amiral)
- Joachim Murat (Grand Amiral de l'Empire)

## N
- Joseph-Marie Nielly (Contre-amiral)

## P
- Jean Pierre, dit Etienne (capitaine de vaisseau)
- Jean Alexandre Péridier (Contre-amiral)
- Jean Baptiste Perrée (Contre-amiral)
- Jean Nicolas Petit (Contre-amiral)
- Georges-René Pléville Le Pelley (Vice-amiral)
- François Ponée

## R
- Jean François Renaudin
- Joseph de Richery
- François Étienne de Rosily-Mesros (Amiral)
- Albin Roussin
- Jean Roux (marin) (Capitaine de frégate) chef militaire des mouvements de la marine au port de Nantes sous le Premier Empire.
- Henri Alexandre Ruysch (Contre-amiral)

## S
- André Daniel Savary (Contre-amiral)
- Pierre César Charles de Sercey

## T
- Jean-Élie Terrasson de Verneuil (Contre-amiral)
- Antoine Jean Marie Thévenard (Vice-amiral)
- Amable Troude (Contre-amiral)
- Laurent Truguet (Amiral)

## V
- Gérard Vendooren (en) (Contre-amiral)
- Charles Henri Verhuell (Vice-amiral, Amiral de Hollande)
- Louis Thomas Villaret de Joyeuse (Vice-amiral)
- Pierre Charles Silvestre de Villeneuve (Vice-amiral)
- Pierre-François Violette (Contre-amiral)

## W
- Jean-Baptiste Philibert Willaumez (Vice-amiral)
- Jean-Guillaume de Winter (Vice-amiral et Maréchal de Hollande)